# Liste der Stolpersteine in Neuenhaus
Die Liste der Stolpersteine in Neuenhaus enthält alle Stolpersteine, die im Rahmen des gleichnamigen Kunst-Projekts von Gunter Demnig in Neuenhaus verlegt wurden. Mit ihnen soll der Opfer des Nationalsozialismus gedacht werden, die in Neuenhaus lebten und wirkten. Bei zwei Verlegungen seit November 2011 wurden insgesamt 25 Stolpersteine verlegt. (Stand: Juni 2019)

## Liste der Stolpersteine
| Bild | Person, Inschrift | Adresse                  | Verlegedatum  | Anmerkung |
| ---- | --- | ------------------------ | ------------- | --- |
|      | Hier wohnte Julius Frank Jg. 1884 deportiert 1942 Richtung Osten ermordet                                                                     | Hauptstraße 58 ·         | 10. Nov. 2011 | Julius Frank wurde am 26. August 1884 in Neuenhaus geboren. Er war mit Selma Frank verheiratet. Im November 1938 flüchtete er in die Niederlande und war nach seiner Verhaftung bis 10. August 1942 im Sammellager Westerbork interniert. Von dort erfolgte am 10. August 1942 seine Deportation in das Vernichtungslager Auschwitz, wo er am 30. September 1942 ermordet wurde. Er wurde später für tot erklärt. |
|      | Hier wohnte Selma Frank geb. Hurwitz Jg. 1896 deportiert 1942 ermordet in Theresienstadt                                                      | Hauptstraße 58 ·         | 10. Nov. 2011 | Selma Frank wurde am 21. August 1896 als Selma Hurwitz in Levern geboren. Sie war mit Julius Frank verheiratet und hatte einen Sohn. Am 13. Dezember 1941 wurde sie in das Ghetto Riga deportiert. |
|      | Hier wohnte Günter Frank Jg. 1927 deportiert 1942 ermordet in Theresienstadt                                                                  | Hauptstraße 58 ·         | 10. Nov. 2011 | Günther Frank wurde am 27. Oktober 1927 als Sohn von Julius und Selma Frank in Osnabrück geboren. Er lebte in Neuenhaus und ab April 1939 in der Israelitischen Gartenbauschule in Ahlem. Am 13. Dezember 1941 wurde er in das Ghetto Riga deportiert, kam am 9. August 1944 in das KZ Stutthof und am 10. September 1944 in das KZ Auschwitz. |
|      | Hier wohnte Alexander Steinburg Jg. 1865 deportiert 1942 Richtung Osten ermordet                                                              | Hauptstraße 59 ·         | 10. Nov. 2011 | Alexander Steinburg wurde am 20. September 1865 in Haselünne geboren. Er war mit Lina Steinburg verheiratet. Am 31. Juli 1942 wurde er in das Ghetto Theresienstadt deportiert und am 23. September 1942 in das Vernichtungslager Treblinka. |
|      | Hier wohnte Lina Steinburg geb. Landau Jg. 1863 deportiert 1942 Richtung Osten ermordet                                                       | Hauptstraße 59 ·         | 10. Nov. 2011 | Lina Steinburg wurde am 28. Mai 1863 als Lina Landau in Ramsdorf geboren. Sie war mit Alexander Steinburg verheiratet. Am 31. Juli 1942 wurde sie in das Ghetto Theresienstadt deportiert und am 23. September 1942 in das Vernichtungslager Treblinka. |
|      | Hier wohnte Adolf van der Reis Jg. 1860 deportiert 1942 ermordet in Theresienstadt                                                            | Hauptstraße 68–70 ·      | 10. Nov. 2011 | Adolf van der Reis wurde am 2. Oktober 1860 in Neuenhaus geboren. Am 31. Juli 1942 wurde er in das Ghetto Theresienstadt deportiert und am 23. September 1942 in das Vernichtungslager Treblinka, wo er am 5. Oktober 1942 ermordet wurde. |
|      | Hier wohnte Bertha van der Reis Jg. 1863 deportiert 1942 ermordet in Theresienstadt                                                           | Hauptstraße 68–70 ·      | 10. Nov. 2011 | Bertha van der Reis wurde am 31. Mai 1863 in Neuenhaus geboren. Am 31. Juli 1942 wurde sie in das Ghetto Theresienstadt deportiert, wo sie am 18. November 1942 starb. |
|      | Hier wohnte Georg van der Reis Jg. 1866 deportiert 1942 ermordet in Theresienstadt                                                            | Hauptstraße 68–70 ·      | 10. Nov. 2011 | Georg van der Reis wurde am 1. Mai 1866 in Neuenhaus geboren. Am 31. Juli 1942 wurde er in das Ghetto Theresienstadt deportiert und am 23. September 1942 in das Vernichtungslager Treblinka, wo er am 5. Oktober 1942 ermordet wurde. |
|      | Hier wohnte Adele van der Reis Jg. 1869 deportiert 1942 ermordet in Theresienstadt                                                            | Hauptstraße 68–70 ·      | 10. Nov. 2011 | Adele van der Reis wurde am 12. Februar 1869 in Neuenhaus geboren. Am 31. Juli 1942 wurde sie in das Ghetto Theresienstadt deportiert, wo sie am 7. Dezember 1942 starb. |
|      | Hier wohnte Julius van Coevorden Jg. 1872 deportiert 1942 Richtung Osten ermordet                                                             | Hauptstraße 113 ·        | 10. Nov. 2011 | Julius van Coevorden wurde am 16. Februar 1873 in Emlichheim geboren. Am 17. Januar 1939 flüchtete er in die Niederlande und wurde nach seiner Internierung im Sammellager Westerbork am 11. Mai 1943 in das Vernichtungslager Sobibor deportiert, wo er am 14. Mai 1943 ermordet wurde. |
|      | Hier wohnte Johanne van Coevorden geb. Salomon Jg. 1875 deportiert 1942 Richtung Osten ermordet                                               | Hauptstraße 113 ·        | 10. Nov. 2011 | Johanne van Coevorden wurde am 26. Februar 1875 in Almelo in den Niederlanden geboren und lebte in Neuenhaus. Am 17. Januar 1939 flüchtete sie in die Niederlande und wurde dann dort verhaftet. Bis 9. Mai 1943 war sie im KZ Vught-Hertogenbosch inhaftiert und wurde dann in das Sammellager Westerbork transportiert. Von dort aus wurde sie am 11. Mai 1943 in das Vernichtungslager Sobibor deportiert, wo sie am 14. Mai 1943 ermordet wurde. Sie wurde später für tot erklärt. |
|      | Hier wohnte Johanne van Coevorden Jg. 1907 deportiert 1942 Richtung Osten ermordet                                                            | Hauptstraße 113 ·        | 10. Nov. 2011 | Johanne van Coevorden wurde am 29. November 1907 in Emlichheim geboren. Sie flüchtete am 17. Januar 1939 in die Niederlande und wurde 1944 in das KZ Neuengamme deportiert. Sie starb am 1. Mai 1945 in einem Hamburger Außenkommando des KZ Neuengamme und wurde später für tot erklärt. |
|      | Hier wohnte Jonas van Coevorden Alter unbekannt deportiert 1942 Richtung Osten ermordet                                                       | Hauptstraße 113 ·        | 10. Nov. 2011 | Jonas van Coevorden wurde am 16. Oktober 1903 in Emlichheim geboren. Er flüchtete am 17. Januar 1939 in die Niederlande und wurde nach seiner Internierung im Sammellager Westerbork am 4. Mai 1943 in das Vernichtungslager Sobibor deportiert, wo er am 7. Mai 1943 ermordet wurde. |
|      | Hier wohnte Aron Salomons Jg. 1869 deportiert 1942 Richtung Osten ermordet                                                                    | Hauptstraße 123 ·        | 10. Nov. 2011 | Aron Salomons wurde am 9. Februar 1869 in Neuenhaus geboren. Er flüchtete am 17. Januar 1939 in die Niederlande und starb am 6. Juli 1943 in Amsterdam. Er wurde später für tot erklärt. |
|      | Hier wohnte Emma Salomons geb. Frankenhuis Jg. 1876 deportiert 1942 Richtung Osten ermordet                                                   | Hauptstraße 123 ·        | 10. Nov. 2011 | Emma Salomons wurde am 30. August 1876 als Emma Frankenhuis in Oldenzaal in den Niederlanden geboren. Sie war mit Aron Salomons verheiratet und lebte in Neuenhaus. Am 17. Januar 1939 flüchtete sie in die Niederlande. Vom 9. April 1943 bis zum 13. August 1943 war sie im KZ Vught-Hertogenbosch inhaftiert und wurde dann in das Sammellager Westerbork transportiert, von dem aus sie am 24. August 1943 in das Vernichtungslager Auschwitz deportiert wurde. Bei Ankunft am 27. August 1943 wurde sie dort ermordet und später für tot erklärt.                                     |
|      | Hier wohnte Samuel Süskind Jg. 1851 deportiert 1942 Richtung Osten ermordet                                                                   | Veldhausener Straße 43 · | 10. Nov. 2011 | Samuel Süskind wurde am 30. Juli 1851 in Denekamp in den Niederlanden geboren und lebte in Neuenhaus. Am 14. Juli 1939 flüchtete er in die Niederlande und wurde 1942 an einen unbekannten Ort deportiert. |
|      | Hier wohnte Siegmund Süskind Jg. 1893 deportiert 1942 ermordet 1944 in Auschwitz                                                              | Veldhausener Straße 43 · | 10. Nov. 2011 | Siegmund Süskind wurde am 6. Januar 1893 in Neuenhaus geboren. Während der Novemberpogrome 1938 wurde er verhaftet und war bis zum 17. Dezember 1938 im KZ Sachsenhausen inhaftiert. Am 13. Dezember 1941 wurde er in das Ghetto Riga deportiert und später für tot erklärt. |
|      | Hier wohnte Julchen Süskind geb. Jacobs Jg. 1894 deportiert 1942 Richtung Osten ermordet                                                      | Veldhausener Straße 43 · | 10. Nov. 2011 | Julchen Süskind wurde am 26. August 1894 als Julchen Jacobs in Werlte geboren und lebte in Neuenhaus. Am 13. Dezember 1941 wurde sie in das Ghetto Riga deportiert und am 9. August 1944 in das KZ Stutthof, wo sie am 10. Januar 1945 starb. |
|      | Hier wohnte Siegfried Süskind Jg. 1929 Flucht 1938 Holland seit 1942 versteckt gelebt                                                         | Veldhausener Straße 43 · | 16. Feb. 2017 | Siegfried Süskind wurde 1929 als Sohn von Julius und Emilje Süskind geboren. Er lebte von Februar 1936 bis November 1938 bei seinem Großvater, dem Onkel und der Tante in Neuenhaus. 1938 gelang ihm die Flucht in die Niederlande und er überlebte versteckt. Siegfried Süskind starb am 18. Juni 1985 in Frankfurt/Main. In Nordhorn wurden für seine Familie ebenfalls drei Stolpersteine verlegt. |
|      | Hier wohnte Johann van Coevorden Jg. 1877 Flucht 1935 Holland tot 30.6.1941 Enschede                                                          | Wallstraße 2 ·           | 10. Nov. 2011 | Johann van Coevorden wurde am 30. Oktober 1877 in Emlichheim geboren. Er war seit 1913 mit Caroline van Coevorden verheiratet und hatte vier Kinder. 1935 flüchtete er nach Enschede in die Niederlande und starb dort am 30. Juni 1941. Er wurde auf dem jüdischen Friedhof in Enschede beigesetzt. |
|      | Hier wohnte Caroline van Coevorden geb. Serphos Jg. 1888 Flucht 1935 Holland interniert Westerbork deportiert 1943 Sobibor ermordet 28.5.1943 | Wallstraße 2 ·           | 10. Nov. 2011 | Caroline van Coevorden wurde am 5. Juni 1888 als Caroline Serphos in Neuenhaus geboren. Sie war seit 1913 mit Johann van Coevorden verheiratet und hatte vier Kinder. Sie flüchtete mit der Familie in die Niederlande, wurde aber am 25. Mai 1943 vom Sammellager Westerbork aus in das Vernichtungslager Sobibor deportiert, wo sie am 28. Mai 1943 ermordet wurde. |
|      | Hier wohnte Wilhelmine J. van Coevorden Jg. 1915 Flucht 1935 Holland mit Hilfe überlebt                                                       | Wallstraße 2 ·           | 10. Nov. 2011 | Wilhelmine Johanna van Coevorden wurde am 20. Juni 1915 als Tochter von Johann und Caroline van Coevorden in Neuenhaus geboren. Ihr gelang 1935 die Flucht in die Niederlande und sie überlebte. Sie starb am 26. Februar 1986 in Enschede. |
|      | Hier wohnte Johanna Dina van Coevorden Jg. 1916 Flucht 1935 Holland mit Hilfe überlebt                                                        | Wallstraße 2 ·           | 10. Nov. 2011 | Johanna Dina van Coevorden wurde am 21. August 1916 als Tochter von Johann und Caroline van Coevorden geboren. Ihr gelang 1935 die Flucht in die Niederlande und sie überlebte. Sie starb am 20. Dezember 1991 in Enschede. |
|      | Hier wohnte Johanna Hendrika van Coevorden Jg. 1921 Flucht 1935 Holland mit Hilfe überlebt                                                    | Wallstraße 2 ·           | 10. Nov. 2011 | Johanna Hendrika van Coevorden wurde am 2. Dezember 1921 als Tochter von Johann und Caroline van Coevorden in Neuenhaus geboren. Ihr gelang 1935 die Flucht in die Niederlande und sie überlebte. Sie starb am 3. März 1996 in Enschede. |
|      | Hier wohnte Sophia Serphos Jg. 1891 eingewiesen 1924 Heilanstalt Telgte Heilanstalt Eindhoven deportiert 1944 Auschwitz ermordet 26.3.1944    | Wallstraße 2 ·           | 10. Nov. 2011 | Sophia Serphos wurde am 12. Juni 1891 in Neuenhaus geboren. Sie besaß die niederländische Staatsbürgerschaft und war geistig behindert. Nach dem Tod ihrer Mutter wurde sie ab 1924 in der Heilanstalt Telgte (St. Rochus-Hospital) untergebracht und wurde am 7. Januar 1941 in das Rijks Krankzinnigen Gesticht De Grote Beek nach Eindhoven verlegt, einer Heilanstalt in den Niederlanden. Ab 14. März 1944 war sie im Sammellager Westerbork interniert und wurde am 23. März 1944 in das Vernichtungslager Auschwitz deportiert, wo sie bei Ankunft am 26. März 1944 ermordet wurde. |

## Verlegungen
- 10. November 2011: 18 Stolpersteine an sechs Adressen.[37]
- 16. Februar 2017: sieben Stolpersteine an zwei Adressen.[38]